# Carola Abel
Carola Abel (geb. Windt; * 12. August 1905 in Elberfeld; † 1992 in Meiningen) war eine deutsche Fotografin.

## Leben und Werk
Die Eltern Carola Abels waren der Fabrikarbeiter und spätere selbständige Heizungsmonteur Josef Windt (1880–1954) und Karolina Windt (1883–1942). Carola Windt besuchte von 1911 bis 1918 die Volksschule in Elberfeld. Wegen ständiger Erkrankungen kam sie nur bis zur sechsten Klasse. Dann arbeitete sie als Verkäuferin und Einkäuferin und als Mannequin im Textilkaufhaus Strauss in Wuppertal. 1939 stand sie Modell für den Wuppertaler Fotografen Carl Andreas Abel (1907–1994), den sie 1939 heiratete und in dessen Atelier und Labor sie mitarbeitete.
1941 wurde ihr Sohn Michael Peter geboren, der 2008 verstarb. Die Ehe mit Carl Andreas Abel wurde 1947 in Wuppertal geschieden.
Als ihr Mann 1940 zur Wehrmacht eingezogen worden war, führte Carola Abel das Geschäft. Nachdem 1943 das Atelier und Geschäft zerbombt wurden, zog sie mit ihrem Sohn zu ihrem Vater nach Raubach und kurz danach mit Sohn und Vater nach Themar.
1946 richtete sie sich in Meiningen eine „kleine kunsthandwerkliche Fotowerkstatt“ ein und 1947 ein Foto-Atelier mit Labor. 1948 bestand Carola Abel in Weimar die Meisterprüfung. Ihre fotografischen Themen waren vor u. a. Natur-, Tier- und Sachmotive, Motive aus der Industrie und dem Theater und Reportagen. Künstlerisch bedeutsam sind ihr meisterhaften Porträts. Bedeutung erlangte sie auch mit Architekturaufnahmen für kunstwissenschaftliche Zwecke. Fotografien Carola Abels wurden als Buchillustrationen u. a. vom Greifenverlag zu Rudolstadt publiziert. 1957 veröffentlichte die Zeitschrift Natur und Heimat Aufnahmen aus dem heutigen Deutschen Spielzeugmuseum Sonneberg. Auch die Modezeitschrift Sibylle publizierte einige ihrer Fotos.
Carola Abel unternahm ab 1932 eine große Zahl von Reisen im In- und Ausland.

## Selbstreflexion
„Schließlich ist Fotografie keine Religion. Es sind die tausend Partikel oder sagen wir Mosaiksteinchen, die sich zusammensetzen zu dem Bild der Menschenliebe.
Ich war gewissermaßen ein Goldgräber. Auch in einem unschönen Antlitz habe ich so lange gesucht, bis ich etwas Schönes fand. Und ich möchte den Menschen sehen, der nicht auch etwas Schönes hat.“

## Ehrungen
- um 1960: DDR-Titel Kunstschaffende des Handwerks
- 1960: Silbermedaille der Bezirksfotoschau Suhl (für das Foto Der Glasbläser)
- 1961: Titel AFIAP der Fédération Internationale de l’Art Photographique für herausragende fotografische Leistungen
- 1971: Silbermedaille und Ehrenurkunde auf der Welt-Fotoausstellung Liebe-Freundschaft-Solidarität in Ost-Berlin

## Öffentliche Sammlungen mit Arbeiten Carola Abels (mutmaßlich unvollständig)
- Berlin: Berlinische Galerie
- Meiningen: Meininger Museen (Nachlass)

## Ausstellungen (unvollständig)

### Personalausstellungen
- 1957: Warschau, Galeria Krzywe Kolo
- 1980: Suhl, Kunstkabinett des Kulturhauses („Carola Abel – Fotografie“)
- 1992: Meiningen, Literaturmuseum Baumbachhaus
- postum 2011/2012: Meiningen, Schloss Elisabethenburg (Carola Abel. „Das 'seherische' Auge“)

### Beteiligung an Gruppenausstellungen
- 1949: Meiningen, Schloss Elisabethenburg („Der Mensch und Arbeit im Zweijahrplan“)
- 1956: Meiningen, Schloss Elisabethenburg, Bezirksfotoausstellung
- 1960 und 1981: Suhl, Bezirksfotoschau
- 1961 und 1963 Leipzig bzw. Berlin, Deutsche Fotoschau
- 1974: Berlin, Ausstellungszentrum am Fernsehturm, 6. Berliner Internationale Fotoausstellung Bifota
- 1990: Berlin, Haus am Lützowplatz („DDR-Frauen fotografieren“)
- postum 2001: Bonn: Haus der Geschichte der Bundesrepublik Deutschland („Frauenobjektiv. Fotografinnen 1940–1950“)

## Publikationen mit Fotografien Carola Abels (mutmaßlich unvollständig)
- Meiningen. Selbstverlag, 1960 (mit 17 Fotografien und einem Prolog von Walter Werner)